# Liga dos Campeões da UEFA de 2018–19
A Liga dos Campeões da UEFA de 2018–19 foi a 64ª edição da Liga dos Campeões da UEFA, a maior competição de clubes europeus organizada pela UEFA. A final foi disputada no Estádio Wanda Metropolitano em Madrid na Espanha em 1 de junho de 2019. O campeão terá o direito de jogar contra o vencedor da Liga Europa da UEFA de 2018–19 na Supercopa da UEFA de 2019. Também irá representar a Europa na Copa do Mundo de Clubes da FIFA de 2019.
Pela primeira vez, o sistema de árbitro assistente de vídeo (VAR) foi utilizado na competição a partir das oitavas de final.
O Real Madrid foi o detentor do título por três temporadas consecutivas (2015–16, 2016–17 e 2017–18).
O Liverpool consagrou-se campeão do torneio após derrotar o Tottenham por 2–0.

## Mudanças no formato
A UEFA detalhou as mudanças que vão ocorrer na Liga dos Campeões da UEFA e Liga Europa da UEFA a partir da temporada 2018-19 - anunciadas em 2016.
- Vinte e seis equipes passam a ter entrada direta na fase de grupos da Liga dos Campeões – incluindo os detentores do título da Liga dos Campeões e da Liga Europa –, com seis vagas disponíveis nas fases iniciais.
- Todas as equipes eliminadas nas fases iniciais da Liga dos Campeões se classificarão para a Liga Europa.
- Dezessete times têm agora entrada direta na fase de grupos da Liga Europa, com dez transferidos do mata-mata da Liga dos Campeões e da terceira pré-eliminatória, além de mais 21 vagas em disputa na classificação através de dois caminhos distintos (caminho dos campeões da Liga Europa e caminho das ligas).
- Haverá uma fase preliminar na classificação para a Liga dos Campeões (disputada num mini-torneio de mata-mata) e para a Liga Europa (disputada numa eliminatória de ida e volta).
- Não há alterações nos formatos a partir das fases de grupos, mas passa a haver dois horários nos jogos – 17h55 e 20h (horários de Portugal, 13h55 e 16h de Brasília atualmente) – na Liga dos Campeões e Liga Europa.

Assim sendo, a Liga dos Campeões 2018–19 terá os seguintes 26 clubes direto na fase de grupos:
- Campeão da Liga dos Campeões (1).
- Campeão da Liga Europa (1).
- Os quatro primeiros classificados das federações classificadas do 1º ao 4º lugar no ranking da UEFA: Espanha, Alemanha, Inglaterra e Itália (16).
- Dois primeiros classificados das federações classificadas no 5º e 6º lugar: França e Rússia (4).
- Campeões das federações classificadas do 7º ao 10º lugar: Portugal, Ucrânia, Bélgica e Turquia (4).

Caso o vencedor da Liga dos Campeões tenha garantido a classificação para a fase de grupos através de seu campeonato nacional, a vaga será preenchida pelo campeão da federação em 11º lugar no ranking de coeficiente (a República Tcheca), que, caso contrário, iria competir no caminho dos campeões.
- Um país pode ter no máximo cinco equipes na fase de grupos.

## Distribuição de vagas e qualificação
Um total de 79 equipes das 54 de 55 federações filiadas na UEFA participam na edição 2018–19 da Liga dos Campeões (com exceção é Liechtenstein, que não organiza um campeonato local). O ranking das federações é baseado no Coeficiente do país que é usado para determinar o número de participantes nos últimos anos.
- Federações 1–4 classificam quatro equipas de cada.
- Federações 5–6 classificam três equipas de cada.
- Federações 7–15 classificam dois equipas de cada.
- Federações 16–55 (exceto Liechtenstein) classificam um time cada.
- Aos vencedores da Liga dos Campeões da UEFA de 2017–18 e Liga Europa da UEFA de 2017–18 são dadas a cada uma entrada adicional se não se qualificarem para a UEFA Champions League 2018-19 através da sua liga Nacional.

## Ranking das associações
Para a edição 2018–19, as associações foram alocadas seguindo o coeficiente do país, o qual é determinado pela performance nas competições europeias nas épocas de 2012–13 a 2017–18.
| Pos. | Federações      | Coef.   | Equipas |
| ---- | --------------- | ------- | ------- |
| 1    | Espanha         | 105.284 | 4       |
| 2    | Inglaterra      | 79.034  | 4       |
| 3    | Itália          | 75.916  | 4       |
| 4    | Alemanha        | 71.284  | 4       |
| 5    | França          | 55.915  | 3       |
| 6    | Rússia          | 53.382  | 3       |
| 7    | Portugal        | 47.248  | 2       |
| 8    | Ucrânia         | 41.133  | 2       |
| 9    | Bélgica         | 38.500  | 2       |
| 10   | Turquia         | 35.800  | 2       |
| 11   | Áustria         | 32.350  | 2       |
| 12   | Suíça           | 30.200  | 2       |
| 13   | República Checa | 30.175  | 2       |
| 14   | Países Baixos   | 29.749  | 2       |
| 15   | Grécia          | 28.600  | 2       |
| 16   | Croácia         | 26.000  | 1       |
| 17   | Dinamarca       | 25.950  | 1       |
| 18   | Israel          | 21.750  | 1       |
| 19   | Chipre          | 21.550  | 1       |

| Pos. | Federações    | Coef.  | Equipas |
| ---- | ------------- | ------ | ------- |
| 20   | Roménia       | 20.450 | 1       |
| 21   | Polónia       | 20.125 | 1       |
| 22   | Suécia        | 19.975 | 1       |
| 23   | Azerbaijão    | 19.125 | 1       |
| 23   | Bulgária      | 19.125 | 1       |
| 25   | Sérvia        | 18.750 | 1       |
| 26   | Escócia       | 18.625 | 1       |
| 26   | Bielorrússia  | 18.625 | 1       |
| 28   | Cazaquistão   | 18.125 | 1       |
| 29   | Noruega       | 17.425 | 1       |
| 30   | Eslovénia     | 14.500 | 1       |
| 31   | Liechtenstein | 13.000 | 0       |
| 32   | Eslováquia    | 12.125 | 1       |
| 33   | Moldávia      | 10.000 | 1       |
| 34   | Albânia       | 8.500  | 1       |
| 35   | Islândia      | 8.250  | 1       |
| 36   | Hungria       | 8.125  | 1       |
| 37   | Macedônia     | 7.500  | 1       |

| Pos. | Federações           | Coef. | Equipas |
| ---- | -------------------- | ----- | ------- |
| 38   | Finlândia            | 6.900 | 1       |
| 39   | Irlanda              | 6.700 | 1       |
| 40   | Bósnia e Herzegovina | 6.625 | 1       |
| 41   | Letônia              | 5.625 | 1       |
| 42   | Estónia              | 5.500 | 1       |
| 43   | Lituânia             | 5.375 | 1       |
| 44   | Montenegro           | 5.000 | 1       |
| 44   | Geórgia              | 5.000 | 1       |
| 46   | Arménia              | 4.875 | 1       |
| 47   | Malta                | 4.500 | 1       |
| 48   | Luxemburgo           | 4.375 | 1       |
| 49   | Irlanda do Norte     | 4.250 | 1       |
| 50   | País de Gales        | 3.875 | 1       |
| 51   | Ilhas Faroé          | 3.750 | 1       |
| 52   | Gibraltar            | 3.000 | 1       |
| 53   | Andorra              | 1.331 | 1       |
| 54   | San Marino           | 0.499 | 1       |
| 55   | Kosovo               | 0.000 | 1       |

## Distribuição de vagas por fase
A seguir está a lista de acesso padrão.
|                                        |                                        | As equipes entram nesta rodada | As equipes que avançam a partir rodada anterior                                                                    |
| -------------------------------------- | -------------------------------------- | --- | --- |
| Rodada Premilinar (4 equipes)          | Rodada Premilinar (4 equipes)          | - 4 campeões das associações 52–55 | |
| Primeira pré-eliminatória (34 equipes) | Primeira pré-eliminatória (34 equipes) | - 33 campeões das associações 18–51 (exceto Liechtenstein) | - 1 vencedor da rodada anterior                                                                                    |
| Segunda pré-eliminatória               | Caminho dos Campeões (20 equipes)      | - 3 campeões das associações 15–17 | - 17 vencedores da primeira pré-eliminatória                                                                       |
| Segunda pré-eliminatória               | Caminho da liga (6 equipes)            | - 6 vice-campeões de associações 10–15 | |
| Terceira pré-eliminatória              | Caminho dos Campeões (12 equipes)      | - 2 campeões das associações 13–14 | - 10 vencedores da segunda pré-eliminatória (Caminho dos Campeões)                                                 |
| Terceira pré-eliminatória              | Caminho da liga (8 equipes)            | - 3 finalistas das associações 7–9 - 2 equipes terceirizadas de associações 5 a 6 | - 3 vencedores da segunda pré-eliminatória (Caminho da Liga)                                                       |
| Rodada Play-off                        | Caminho dos Campeões (8 equipes)       | - 2 campeões de associações 11–12 | - 6 vencedores da terceira pré-eliminatória (Caminho dos Campeões)                                                 |
| Rodada Play-off                        | Caminho da liga (4 equipes)            | | - 4 vencedores da terceira pré-eliminatória (Caminho da Liga)                                                      |
| Fase de grupos (32 Equipes)            | Fase de grupos (32 Equipes)            | - Detentores do título da Liga dos Campeões - 10 campeões das associações 1–10 - 6 vice-campeões das associações 1–6 - 4 equipes terceirizadas de associações 1 a 4 - 4 quartas equipes de associações 1 a 4 - Detentores do título da Liga Europa | - 4 vencedores da rodada do play-off (Caminho dos Campeões) - 2 vencedores da rodada do play-off (Caminho da liga) |
| Fase preliminar (16 equipes)           | Fase preliminar (16 equipes)           | | - 8 vencedores do grupo da fase de grupos - 8 finalistas do grupo da fase de grupos                                |

## Equipes classificadas
UCL: Detentor do título da Liga dos Campeões

UEL: Detentor do título da Liga Europa
| Fase de Grupos                | Fase de Grupos          | Fase de Grupos           | Fase de Grupos          |
| ----------------------------- | ----------------------- | ------------------------ | ----------------------- |
| Real Madrid (3º) (UCL)        | Borussia Dortmund (4º)  | Roma (3º)                | Porto (1º)              |
| Atlético de Madrid (2º) (UEL) | Manchester City (1º)    | Internazionale (4º)      | Shakhtar Donetsk (1º)   |
| Barcelona (1º)                | Manchester United (2º)  | Paris Saint-Germain (1º) | Brugge (1º)             |
| Valencia (4º)                 | Tottenham (3º)          | Monaco (2º)              | Galatasaray (1º)        |
| Bayern de Munique (1º)        | Liverpool (4º)          | Lyon (3º)                | Viktoria Plzeň (1º)     |
| Schalke 04 (2º)               | Juventus (1º)           | Lokomotiv Moscou (1º)    |                         |
| Hoffenheim (3º)               | Napoli (2º)             | CSKA Moscou (2º)         |                         |
| Play-off                      |                         |                          |                         |
| Caminho dos Campeões          | Caminho dos Campeões    | Caminho da Liga          | Caminho da Liga         |
| Young Boys (1º)               | PSV Eindhoven (1º)      |                          |                         |
| Terceira pré-eliminatória     |                         |                          |                         |
| Caminho dos Campeões          | Caminho dos Campeões    | Caminho da Liga          | Caminho da Liga         |
| AEK Atenas (1º)               | Red Bull Salzburg (1º)  | Spartak Moscou (3º)      | Standard de Liège (2º)  |
|                               |                         | Benfica (2º)             | Fenerbahçe (2º)         |
| Dínamo de Kiev (2º)           | Slavia Praha (2º)       |                          |                         |
| Segunda pré-eliminatória      |                         |                          |                         |
| Caminho dos Campeões          | Caminho dos Campeões    | Caminho da Liga          | Caminho da Liga         |
| Dínamo Zagreb (1º)            | Midtjylland (1º)        | Basel (2º)               | PAOK (2º)               |
| Cluj (1º)                     | BATE Borisov (1º)       | Ajax (2º)                | Sturm Graz (2º)         |
| Primeira pré-eliminatória     |                         |                          |                         |
| Légia Varsóvia (1º)           | Estrela Vermelha (1º)   | Kukesi (2º) [ALB]        | Alashkert (1º)          |
| Malmö (1º)                    | Astana (1º)             | Cork City (1º)           | F91 Dudelange (1º)      |
| Hapoel Be'er Sheva (1º)       | Olimpija Ljubljana (1º) | Zrinjski Mostar (1º)     | Crusaders (1º)          |
| Celtic (1º)                   | Spartak Trnava (1º)     | Torpedo Kutaisi (1º)     | Sūduva Marijampolė (1º) |
| APOEL (1º)                    | MOL Vidi (1º)           | Spartaks Jūrmala (1º)    | Valletta (1º)           |
| Rosenborg (1º)                | Sheriff Tiraspol (1º)   | Shkëndija (1º)           | The New Saints (1º)     |
| Qarabağ (1º)                  | Valur (1º)              | Flora Tallinn (1º)       | Víkingur Gøta (1º)      |
| Ludogorets Razgrad (1º)       | HJK (1º)                | Sutjeska Nikšić (1º)     |                         |
| Rodada preliminar             |                         |                          |                         |
| Lincoln Red Imps (1º)         | Santa Coloma (1º)       | La Fiorita (1º)          | Drita (1º)              |

Notas
- ALB. ^  Em março de 2018 o Skënderbeu Korçë recebeu uma suspensão de 10 anos das competições de clubes da UEFA devido a manipulação de resultados.[7] Como a equipe conquistou a Superliga da Albânia de 2017–18, o segundo colocado da liga entrará na primeira fase de qualificação da Liga dos Campeões.

## Calendário
Todos os sorteios são realizados na sede da UEFA em Nyon na Suíça, exceto o sorteio para a fase de grupos que é realizado em Mônaco.
| Fase           | Rodada                    | Data do sorteio               | Partida de ida                                            | Partida de volta                                          |
| -------------- | ------------------------- | ----------------------------- | --------------------------------------------------------- | --------------------------------------------------------- |
| Preliminar     | Rodada Premilinar         | 12 de junho de 2018           | 26 de junho de 2018 (rodada semifinal)                    | 29 de junho de 2018 (rodada final)                        |
| Qualificação   | Primeira pré-eliminatória | 19 de junho de 2018           | 10–11 de julho de 2018                                    | 17–18 de julho de 2018                                    |
| Qualificação   | Segunda pré-eliminatória  | 19 de junho de 2018           | 24–25 de julho de 2018                                    | 31 de julho – 1 de agosto de 2018                         |
| Qualificação   | Terceira pré-eliminatória | 23 de julho 2018              | 7–8 de agosto de 2018                                     | 14 de agosto de 2018                                      |
| Play-off       | Rodada Play-off           | 6 de agosto de 2018           | 21–22 de agosto de 2018                                   | 28–29 de agosto de 2018                                   |
| Fase de Grupos | Primeira rodada           | 30 de agosto de 2018 (Mônaco) | 18–19 de setembro de 2018                                 | 18–19 de setembro de 2018                                 |
| Fase de Grupos | Segunda rodada            | 30 de agosto de 2018 (Mônaco) | 2–3 de outubro de 2018                                    | 2–3 de outubro de 2018                                    |
| Fase de Grupos | Terceira rodada           | 30 de agosto de 2018 (Mônaco) | 23–24 de outubro de 2018                                  | 23–24 de outubro de 2018                                  |
| Fase de Grupos | Quarta rodada             | 30 de agosto de 2018 (Mônaco) | 6–7 de novembro de 2018                                   | 6–7 de novembro de 2018                                   |
| Fase de Grupos | Quinta rodada             | 30 de agosto de 2018 (Mônaco) | 27–28 de novembro de 2018                                 | 27–28 de novembro de 2018                                 |
| Fase de Grupos | Sexta rodada              | 30 de agosto de 2018 (Mônaco) | 11–12 de dezembro de 2018                                 | 11–12 de dezembro de 2018                                 |
| Fase final     | Oitavas de final          | 17 de dezembro de 2018        | 12–13 e 19–20 de fevereiro de 2019                        | 5–6 e 12–13 de março de 2019                              |
| Fase final     | Quartas de final          | 15 de março de 2019           | 9–10 de abril de 2019                                     | 16–17 de abril de 2019                                    |
| Fase final     | Semifinais                | 15 de março de 2019           | 30 de abril e 1 de maio de 2019                           | 7 e 8 de maio de 2019                                     |
| Fase final     | FINAL                     | 15 de março de 2019           | 1 de junho de 2019 no Estádio Wanda Metropolitano, Madrid | 1 de junho de 2019 no Estádio Wanda Metropolitano, Madrid |

## Rodadas de qualificação

### Rodada preliminar
Nesta fase as equipes disputaram a vaga na primeira pré-eliminatória em uma espécie de torneio contendo semifinal e final aonde estas vagas foram definidas em uma única partida. Os perdedores desta fase entraram na segunda pré-eliminatória da Liga Europa da UEFA de 2018–19.
O sorteio para esta fase foi realizado em 12 de junho de 2018. A fase semifinal foi disputada em 26 de junho e a fase final em 29 de junho de 2018.
| Equipe 1         | Resultado | Equipe 2         |           |           |           |
| Semifinal        | Semifinal | Semifinal        | Semifinal | Semifinal | Semifinal |
| ---------------- | --------- | ---------------- | --------- | --------- | --------- |
| Santa Coloma     | 0–2 (pro) | Drita            |           |           |           |
| La Fiorita       | 0–2       | Lincoln Red Imps |           |           |           |
| Final            |           |                  |           |           |           |
| Lincoln Red Imps | 1–4 (pro) | Drita            |           |           |           |

### Primeira pré-eliminatória
Um total de 32 equipes jogaram na primeira pré-eliminatória: 31 equipes que participaram nesta eliminatória e o vencedor da rodada preliminar. Os perdedores entraram na segunda pré-eliminatória da Liga Europa da UEFA de 2018–19.
O sorteio da primeira pré-eliminatória foi realizado em 19 de junho de 2018. As partidas de ida foram disputadas nos dias 10 e 11 de julho, e as partidas de volta em 17 e 18 de julho de 2018.
| Equipe 1           | Total    | Equipe 2           | 1.º jogo | 2.º jogo |
| ------------------ | -------- | ------------------ | -------- | -------- |
| Torpedo Kutaisi    | 2–4      | Sheriff Tiraspol   | 2–1      | 0–3      |
| Shkëndija          | 5–4      | The New Saints     | 5–0      | 0–4      |
| Sūduva Marijampolė | 3–2      | APOEL              | 3–1      | 0–1      |
| Olimpija Ljubljana | 0–1      | Qarabağ            | 0–1      | 0–0      |
| F91 Dudelange      | 2–3      | MOL Vidi           | 1–1      | 1–2      |
| Drita              | 0–5      | Malmö              | 0–3      | 0–2      |
| Víkingur Gøta      | 2–5      | HJK                | 1–2      | 1–3      |
| Ludogorets Razgrad | 9–0      | Crusaders          | 7–0      | 2–0      |
| Cork City          | 0–4      | Legia Varsóvia     | 0–1      | 0–3      |
| Valur              | 2–3      | Rosenborg          | 1–0      | 1–3      |
| Kukësi             | 1–1 (gf) | Valletta           | 0–0      | 1–1      |
| Flora Tallinn      | 2–7      | Hapoel Be'er Sheva | 1–4      | 1–3      |
| Spartaks Jūrmala   | 0–2      | Estrela Vermelha   | 0–0      | 0–2      |
| Alashkert          | 0–6      | Celtic             | 0–3      | 0–3      |
| Spartak Trnava     | 2–1      | Zrinjski Mostar    | 1–0      | 1–1      |
| Astana             | 3–0      | Sutjeska Nikšić    | 1–0      | 2–0      |

### Segunda pré-eliminatória
A segunda pré-eliminatória é dividida em duas seções distintas: Caminho dos Campeões e Caminho da Liga. As equipes perdedoras em ambas as seções entraram na terceira pré-eliminatória da Liga Europa da UEFA de 2018–19.
O sorteio da segunda pré-eliminatória foi realizado em 19 de junho de 2018. As partidas de ida foram disputadas nos dias 24 e 25 de julho, e as partidas de volta em 31 de julho e 1 de agosto de 2018.
| Equipe 1             | Total                | Equipe 2             | 1.º jogo             | 2.º jogo             |                      |
| Caminho dos Campeões | Caminho dos Campeões | Caminho dos Campeões | Caminho dos Campeões | Caminho dos Campeões | Caminho dos Campeões |
| -------------------- | -------------------- | -------------------- | -------------------- | -------------------- | -------------------- |
| Astana               | 2–1                  | Midtjylland          | 2–1                  | 0–0                  |                      |
| Ludogorets Razgrad   | 0–1                  | MOL Vidi             | 0–0                  | 0–1                  |                      |
| Kukësi               | 0–3                  | Qarabağ              | 0–0                  | 0–3                  |                      |
| Cluj                 | 1–2                  | Malmö                | 0–1                  | 1–1                  |                      |
| Dínamo Zagreb        | 7–2                  | Hapoel Be'er Sheva   | 5–0                  | 2–2                  |                      |
| Estrela Vermelha     | 5–0                  | Sūduva Marijampolė   | 3–0                  | 2–0                  |                      |
| BATE Borisov         | 2–1                  | HJK                  | 0–0                  | 2–1                  |                      |
| Shkëndija            | 1–0                  | Sheriff Tiraspol     | 1–0                  | 0–0                  |                      |
| Legia Varsóvia       | 1–2                  | Spartak Trnava       | 0–2                  | 1–0                  |                      |
| Celtic               | 3–1                  | Rosenborg            | 3–1                  | 0–0                  |                      |
| Caminho da Liga      |                      |                      |                      |                      |                      |
| PAOK                 | 5–1                  | Basel                | 2–1                  | 3–0                  |                      |
| Ajax                 | 5–1                  | Sturm Graz           | 2–0                  | 3–1                  |                      |

### Terceira pré-eliminatória
O sorteio para esta fase foi realizado em 23 de julho de 2018.
A terceira pré-eliminatória é dividida em duas seções distintas: Caminho dos Campeões e Caminho da Liga. As equipes perdedoras no Caminho dos Campeões entram no play-off da Liga Europa da UEFA de 2018–19, enquanto que as equipes perdedoras no Caminho da Liga entram na fase de grupos da Liga Europa da UEFA de 2018–19.
As partidas de ida foram disputadas nos dias 7 e 8 de agosto, e as partidas de volta em 14 de agosto de 2018.
| Equipe 1             | Total                | Equipe 2             | 1.º jogo             | 2.º jogo             |                      |
| Caminho dos Campeões | Caminho dos Campeões | Caminho dos Campeões | Caminho dos Campeões | Caminho dos Campeões | Caminho dos Campeões |
| -------------------- | -------------------- | -------------------- | -------------------- | -------------------- | -------------------- |
| Celtic               | 2–3                  | AEK Atenas           | 1–1                  | 1–2                  |                      |
| Red Bull Salzburg    | 4–0                  | Shkëndija            | 3–0                  | 1–0                  |                      |
| Estrela Vermelha     | 3–2                  | Spartak Trnava       | 1–1                  | 2–1 (pro)            |                      |
| Qarabağ              | 1–2                  | BATE Borisov         | 0–1                  | 1–1                  |                      |
| Astana               | 0–3                  | Dínamo Zagreb        | 0–2                  | 0–1                  |                      |
| Malmö                | 1–1 (gf)             | MOL Vidi             | 1–1                  | 0–0                  |                      |
| Caminho da Liga      |                      |                      |                      |                      |                      |
| Standard de Liège    | 2–5                  | Ajax                 | 2–2                  | 0–3                  |                      |
| Benfica              | 2–1                  | Fenerbahçe           | 1–0                  | 1–1                  |                      |
| Slavia Praha         | 1–3                  | Dínamo de Kiev       | 1–1                  | 0–2                  |                      |
| PAOK                 | 3–2                  | Spartak Moscou       | 3–2                  | 0–0                  |                      |

### Rodada de play-off
O sorteio para a rodada de play-off foi realizado em 6 de agosto de 2018.
As partidas de ida foram disputadas nos dias 21 e 22 de agosto e as partidas de volta em 28 e 29 de agosto de 2018.
| Equipe 1             | Total                | Equipe 2             | 1.º jogo             | 2.º jogo             |                      |
| Caminho dos Campeões | Caminho dos Campeões | Caminho dos Campeões | Caminho dos Campeões | Caminho dos Campeões | Caminho dos Campeões |
| -------------------- | -------------------- | -------------------- | -------------------- | -------------------- | -------------------- |
| Estrela Vermelha     | 2–2 (gf)             | Red Bull Salzburg    | 0–0                  | 2–2                  |                      |
| BATE Borisov         | 2–6                  | PSV Eindhoven        | 2–3                  | 0–3                  |                      |
| Young Boys           | 3–2                  | Dínamo Zagreb        | 1–1                  | 2–1                  |                      |
| MOL Vidi             | 2–3                  | AEK Atenas           | 1–2                  | 1–1                  |                      |
| Caminho da Liga      |                      |                      |                      |                      |                      |
| Benfica              | 5–2                  | PAOK                 | 1–1                  | 4–1                  |                      |
| Ajax                 | 3–1                  | Dínamo de Kiev       | 3–1                  | 0–0                  |                      |

## Fase de grupos
A fase de grupos conta com 32 times distribuídos em 8 grupos de 4 times cada. Os times se enfrentam em partidas de ida e volta dentro dos seus grupos e os dois primeiros se classificam para a fase oitavas de final. O terceiro colocado classifica-se para a fase de dezesseis avos da Liga Europa da UEFA de 2018–19. As 32 equipes são divididas em quatro potes com base no ranking da UEFA, com o detentor do título sendo colocado no pote 1 automaticamente. Em cada grupo, as equipes jogam entre si em duelos em casa e fora. As partidas foram marcadas para: 18–19 de setembro, 2–3 de outubro, 23–24 de outubro, 6–7 de novembro, 27–28 de novembro e 11–12 de dezembro de 2018. Os horários até o dia 27 de outubro de 2018 (primeira até terceira rodada) seguem o fuso horário (UTC+2). Depois disso (quarta até sexta rodada) seguem o fuso horário (UTC+1). A novidade ficou por conta da implantação de um novo horário de jogos, que é dois jogos nas terças e quartas-feiras começando às 18:55, somente na fase de grupos.

### Potes
O sorteio para a fase de grupos foi realizado em Mônaco no dia 30 de agosto de 2018.
| Pote 1              | Coef.   |
| ------------------- | ------- |
| Real Madrid         | 162.000 |
| Atlético de Madrid  | 140.000 |
| Bayern de Munique   | 135.000 |
| Barcelona           | 132.000 |
| Juventus            | 126.000 |
| Paris Saint-Germain | 109.000 |
| Manchester City     | 100.000 |
| Lokomotiv Moscou    | 22.500  |

| Pote 2            | Coef.  |
| ----------------- | ------ |
| Borussia Dortmund | 89.000 |
| Porto             | 86.000 |
| Manchester United | 82.000 |
| Shakhtar Donetsk  | 81.000 |
| Benfica           | 80.000 |
| Napoli            | 78.000 |
| Tottenham         | 67.000 |
| Roma              | 64.000 |

| Pote 3        | Coef.  |
| ------------- | ------ |
| Liverpool     | 62.000 |
| Schalke 04    | 62.000 |
| Lyon          | 59.500 |
| Monaco        | 57.000 |
| Ajax          | 53.500 |
| CSKA Moscou   | 45.000 |
| PSV Eindhoven | 36.000 |
| Valencia      | 36.000 |

| Pote 4           | Coef.  |
| ---------------- | ------ |
| Viktoria Plzeň   | 33.000 |
| Brugge           | 29.500 |
| Galatasaray      | 29.500 |
| Young Boys       | 20.500 |
| Internazionale   | 16.000 |
| Hoffenheim       | 14.285 |
| Estrela Vermelha | 10.750 |
| AEK Atenas       | 10.000 |

### Grupos
Os vencedores e os segundos classificados do grupo avançaram para as oitavas de final, enquanto os terceiros colocados entraram na Liga Europa da UEFA de 2018–19.
| Legenda                                                                          |
| Classificado às oitavas de final                                                 |
| Classificado à fase de dezesseis avos de final da Liga Europa da UEFA de 2018–19 |
| Eliminado                                                                        |

#### Grupo A
| Pos | Equipe             | Pts | J | V | E | D | GP | GC | SG  |                                  |  | DOR | ATM | BRU | MON |
| --- | ------------------ | --- | - | - | - | - | -- | -- | --- | -------------------------------- |  | --- | --- | --- | --- |
| 1   | Borussia Dortmund  | 13  | 6 | 4 | 1 | 1 | 10 | 2  | +8  | Classificado às oitavas de final |  | —   | 4–0 | 0–0 | 3–0 |
| 2   | Atlético de Madrid | 13  | 6 | 4 | 1 | 1 | 9  | 6  | +3  | Classificado às oitavas de final |  | 2–0 | —   | 3–1 | 2–0 |
| 3   | Brugge             | 6   | 6 | 1 | 3 | 2 | 6  | 5  | +1  | Transferido para Liga Europa     |  | 0–1 | 0–0 | —   | 1–1 |
| 4   | Monaco             | 1   | 6 | 0 | 1 | 5 | 2  | 14 | −12 | Eliminado                        |  | 0–2 | 1–2 | 0–4 | —   |

1. 1 2  Diferença de gols no confronto direto: Borussia Dortmund +2, Atlético Madrid –2.

#### Grupo B
| Pos | Equipe         | Pts | J | V | E | D | GP | GC | SG |                                  |  | BAR | TOT | INT | PSV |
| --- | -------------- | --- | - | - | - | - | -- | -- | -- | -------------------------------- |  | --- | --- | --- | --- |
| 1   | Barcelona      | 14  | 6 | 4 | 2 | 0 | 14 | 5  | +9 | Classificado às oitavas de final |  | —   | 1–1 | 2–0 | 4–0 |
| 2   | Tottenham      | 8   | 6 | 2 | 2 | 2 | 9  | 10 | −1 | Classificado às oitavas de final |  | 2–4 | —   | 1–0 | 2–1 |
| 3   | Internazionale | 8   | 6 | 2 | 2 | 2 | 6  | 7  | −1 | Transferido para Liga Europa     |  | 1–1 | 2–1 | —   | 1–1 |
| 4   | PSV Eindhoven  | 2   | 6 | 0 | 2 | 4 | 6  | 13 | −7 | Eliminado                        |  | 1–2 | 2–2 | 1–2 | —   |

1. 1 2  Gols fora de casa: Tottenham Hotspur 1, Inter de Milão 0.

#### Grupo C
| Pos | Equipe              | Pts | J | V | E | D | GP | GC | SG  |                                  |  | PAR | LIV | NAP | ZVE |
| --- | ------------------- | --- | - | - | - | - | -- | -- | --- | -------------------------------- |  | --- | --- | --- | --- |
| 1   | Paris Saint-Germain | 11  | 6 | 3 | 2 | 1 | 17 | 9  | +8  | Classificado às oitavas de final |  | —   | 2–1 | 2–2 | 6–1 |
| 2   | Liverpool           | 9   | 6 | 3 | 0 | 3 | 9  | 7  | +2  | Classificado às oitavas de final |  | 3–2 | —   | 1–0 | 4–0 |
| 3   | Napoli              | 9   | 6 | 2 | 3 | 1 | 7  | 5  | +2  | Transferido para Liga Europa     |  | 1–1 | 1–0 | —   | 3–1 |
| 4   | Estrela Vermelha    | 4   | 6 | 1 | 1 | 4 | 5  | 17 | −12 | Eliminado                        |  | 1–4 | 2–0 | 0–0 | —   |

1. 1 2  Gols em todas as partidas da fase de grupos: Liverpool 9, Napoli 7.

#### Grupo D
| Pos | Equipe           | Pts | J | V | E | D | GP | GC | SG |                                  |  | POR | SCH | GAL | LOM |
| --- | ---------------- | --- | - | - | - | - | -- | -- | -- | -------------------------------- |  | --- | --- | --- | --- |
| 1   | Porto            | 16  | 6 | 5 | 1 | 0 | 15 | 6  | +9 | Classificado às oitavas de final |  | —   | 3–1 | 1–0 | 4–1 |
| 2   | Schalke 04       | 11  | 6 | 3 | 2 | 1 | 6  | 4  | +2 | Classificado às oitavas de final |  | 1–1 | —   | 2–0 | 1–0 |
| 3   | Galatasaray      | 4   | 6 | 1 | 1 | 4 | 5  | 8  | −3 | Transferido para Liga Europa     |  | 2–3 | 0–0 | —   | 3–0 |
| 4   | Lokomotiv Moscou | 3   | 6 | 1 | 0 | 5 | 4  | 12 | −8 | Eliminado                        |  | 1–3 | 0–1 | 2–0 | —   |

#### Grupo E
| Pos | Equipe            | Pts | J | V | E | D | GP | GC | SG  |                                  |  | BAY | AJX | BEN | AEK |
| --- | ----------------- | --- | - | - | - | - | -- | -- | --- | -------------------------------- |  | --- | --- | --- | --- |
| 1   | Bayern de Munique | 14  | 6 | 4 | 2 | 0 | 15 | 5  | +10 | Classificado às oitavas de final |  | —   | 1–1 | 5–1 | 2–0 |
| 2   | Ajax              | 12  | 6 | 3 | 3 | 0 | 11 | 5  | +6  | Classificado às oitavas de final |  | 3–3 | —   | 1–0 | 3–0 |
| 3   | Benfica           | 7   | 6 | 2 | 1 | 3 | 6  | 11 | −5  | Transferido para Liga Europa     |  | 0–2 | 1–1 | —   | 1–0 |
| 4   | AEK Atenas        | 0   | 6 | 0 | 0 | 6 | 2  | 13 | −11 | Eliminado                        |  | 0–2 | 0–2 | 2–3 | —   |

#### Grupo F
| Pos | Equipe           | Pts | J | V | E | D | GP | GC | SG  |                                  |  | MC  | LYO | SHK | HOF |
| --- | ---------------- | --- | - | - | - | - | -- | -- | --- | -------------------------------- |  | --- | --- | --- | --- |
| 1   | Manchester City  | 13  | 6 | 4 | 1 | 1 | 16 | 6  | +10 | Classificado às oitavas de final |  | —   | 1–2 | 6–0 | 2–1 |
| 2   | Lyon             | 8   | 6 | 1 | 5 | 0 | 12 | 11 | +1  | Classificado às oitavas de final |  | 2–2 | —   | 2–2 | 2–2 |
| 3   | Shakhtar Donetsk | 6   | 6 | 1 | 3 | 2 | 8  | 16 | −8  | Transferido para Liga Europa     |  | 0–3 | 1–1 | —   | 2–2 |
| 4   | Hoffenheim       | 3   | 6 | 0 | 3 | 3 | 11 | 14 | −3  | Eliminado                        |  | 1–2 | 3–3 | 2–3 | —   |

#### Grupo G
| Pos | Equipe         | Pts | J | V | E | D | GP | GC | SG |                                  |  | RMA | ROM | PLZ | CSKA |
| --- | -------------- | --- | - | - | - | - | -- | -- | -- | -------------------------------- |  | --- | --- | --- | ---- |
| 1   | Real Madrid    | 12  | 6 | 4 | 0 | 2 | 12 | 5  | +7 | Classificado às oitavas de final |  | —   | 3–0 | 2–1 | 0–3  |
| 2   | Roma           | 9   | 6 | 3 | 0 | 3 | 11 | 8  | +3 | Classificado às oitavas de final |  | 0–2 | —   | 5–0 | 3–0  |
| 3   | Viktoria Plzeň | 7   | 6 | 2 | 1 | 3 | 7  | 16 | −9 | Transferido para Liga Europa     |  | 0–5 | 2–1 | —   | 2–2  |
| 4   | CSKA Moscou    | 7   | 6 | 2 | 1 | 3 | 8  | 9  | −1 | Eliminado                        |  | 1–0 | 1–2 | 1–2 | —    |

1. 1 2  Pontos de confronto direto: Viktoria Plzeň 4, CSKA Moscou 1.

#### Grupo H
| Pos | Equipe            | Pts | J | V | E | D | GP | GC | SG |                                  |  | JUV | MU  | VAL | YB  |
| --- | ----------------- | --- | - | - | - | - | -- | -- | -- | -------------------------------- |  | --- | --- | --- | --- |
| 1   | Juventus          | 12  | 6 | 4 | 0 | 2 | 9  | 4  | +5 | Classificado às oitavas de final |  | —   | 1–2 | 1–0 | 3–0 |
| 2   | Manchester United | 10  | 6 | 3 | 1 | 2 | 7  | 4  | +3 | Classificado às oitavas de final |  | 0–1 | —   | 0–0 | 1–0 |
| 3   | Valencia          | 8   | 6 | 2 | 2 | 2 | 6  | 6  | 0  | Transferido para Liga Europa     |  | 0–2 | 2–1 | —   | 3–1 |
| 4   | Young Boys        | 4   | 6 | 1 | 1 | 4 | 4  | 12 | −8 | Eliminado                        |  | 2–1 | 0–3 | 1–1 | —   |

## Fase final
Nas fases finais, as equipes classificadas jogam em partidas eliminatórias de ida e volta, exceto no jogo final.

### Equipes classificadas
| Grupo | Líderes de grupo    | Vice-líderes de grupo |
| ----- | ------------------- | --------------------- |
| A     | Borussia Dortmund   | Atlético de Madrid    |
| B     | Barcelona           | Tottenham             |
| C     | Paris Saint-Germain | Liverpool             |
| D     | Porto               | Schalke 04            |
| E     | Bayern de Munique   | Ajax                  |
| F     | Manchester City     | Lyon                  |
| G     | Real Madrid         | Roma                  |
| H     | Juventus            | Manchester United     |

### Esquema
|  | Oitavas de final              | Oitavas de final              | Oitavas de final              | Oitavas de final              |   |                   | Quartas de final | Quartas de final | Quartas de final | Quartas de final |  |                | Semifinais              | Semifinais              | Semifinais              | Semifinais              |           |   | Final      | Final      |
|  | 12 de fevereiro a 13 de março | 12 de fevereiro a 13 de março | 12 de fevereiro a 13 de março | 12 de fevereiro a 13 de março |   |                   | 9 a 17 de abril  | 9 a 17 de abril  | 9 a 17 de abril  | 9 a 17 de abril  |  |                | 30 de abril a 8 de maio | 30 de abril a 8 de maio | 30 de abril a 8 de maio | 30 de abril a 8 de maio |           |   | 1 de junho | 1 de junho |
|  |                               |                               |                               |                               |   |                   |                  |                  |                  |                  |  |                |                         |                         |                         |                         |           |   |            |            |
|  | Tottenham                     | 3                             | 1                             | 4                             |   |                   |                  |                  |                  |                  |  |                |                         |                         |                         |                         |           |   |            |            |
|  | Borussia Dortmund             | 0                             | 0                             | 0                             |   |                   |                  |                  |                  |                  |  |                |                         |                         |                         |                         |           |   |            |            |
|  | Borussia Dortmund             | 0                             | 0                             | 0                             |   | Tottenham (gf)    | 1                | 3                | 4                |                  |  |                |                         |                         |                         |                         |           |   |            |            |
|  |                               |                               |                               |                               |   | Tottenham (gf)    | 1                | 3                | 4                |                  |  |                |                         |                         |                         |                         |           |   |            |            |
|  |                               | Manchester City               | 0                             | 4                             | 4 |                   |                  |                  |                  |                  |  |                |                         |                         |                         |                         |           |   |            |            |
|  | Schalke 04                    | Manchester City               | 0                             | 4                             | 4 | 2                 | 0                | 2                |                  |                  |  |                |                         |                         |                         |                         |           |   |            |            |
|  | Schalke 04                    |                               |                               |                               |   | 2                 | 0                | 2                |                  |                  |  |                |                         |                         |                         |                         |           |   |            |            |
|  | Manchester City               | 3                             | 7                             | 10                            |   |                   |                  |                  |                  |                  |  |                |                         |                         |                         |                         |           |   |            |            |
|  | Manchester City               | 3                             | 7                             | 10                            |   |                   |                  |                  |                  |                  |  | Tottenham (gf) | 0                       | 3                       | 3                       |                         |           |   |            |            |
|  |                               |                               |                               |                               |   |                   |                  |                  |                  |                  |  | Tottenham (gf) | 0                       | 3                       | 3                       |                         |           |   |            |            |
|  |                               | Ajax                          | 1                             | 2                             | 3 |                   |                  |                  |                  |                  |  |                |                         |                         |                         |                         |           |   |            |            |
|  | Ajax                          | Ajax                          | 1                             | 2                             | 3 | 1                 | 4                | 5                |                  |                  |  |                |                         |                         |                         |                         |           |   |            |            |
|  | Ajax                          |                               |                               |                               |   | 1                 | 4                | 5                |                  |                  |  |                |                         |                         |                         |                         |           |   |            |            |
|  | Real Madrid                   | 2                             | 1                             | 3                             |   |                   |                  |                  |                  |                  |  |                |                         |                         |                         |                         |           |   |            |            |
|  | Real Madrid                   | 2                             | 1                             | 3                             |   | Ajax              | 1                | 2                | 3                |                  |  |                |                         |                         |                         |                         |           |   |            |            |
|  |                               |                               |                               |                               |   | Ajax              | 1                | 2                | 3                |                  |  |                |                         |                         |                         |                         |           |   |            |            |
|  |                               | Juventus                      | 1                             | 1                             | 2 |                   |                  |                  |                  |                  |  |                |                         |                         |                         |                         |           |   |            |            |
|  | Atlético de Madrid            | Juventus                      | 1                             | 1                             | 2 | 2                 | 0                | 2                |                  |                  |  |                |                         |                         |                         |                         |           |   |            |            |
|  | Atlético de Madrid            |                               |                               |                               |   | 2                 | 0                | 2                |                  |                  |  |                |                         |                         |                         |                         |           |   |            |            |
|  | Juventus                      | 0                             | 3                             | 3                             |   |                   |                  |                  |                  |                  |  |                |                         |                         |                         |                         |           |   |            |            |
|  | Juventus                      | 0                             | 3                             | 3                             |   |                   |                  |                  |                  |                  |  |                |                         |                         |                         |                         | Tottenham | 0 |            |            |
|  |                               |                               |                               |                               |   |                   |                  |                  |                  |                  |  |                |                         |                         |                         |                         |           | 0 |            |            |
|  |                               | Liverpool                     | 2                             |                               |   |                   |                  |                  |                  |                  |  |                |                         |                         |                         |                         |           |   |            |            |
|  | Manchester United (gf)        | Liverpool                     | 2                             | 0                             | 3 | 3                 |                  |                  |                  |                  |  |                |                         |                         |                         |                         |           |   |            |            |
|  | Manchester United (gf)        |                               |                               | 0                             | 3 | 3                 |                  |                  |                  |                  |  |                |                         |                         |                         |                         |           |   |            |            |
|  | Paris Saint-Germain           | 2                             | 1                             | 3                             |   |                   |                  |                  |                  |                  |  |                |                         |                         |                         |                         |           |   |            |            |
|  | Paris Saint-Germain           | 2                             | 1                             | 3                             |   | Manchester United | 0                | 0                | 0                |                  |  |                |                         |                         |                         |                         |           |   |            |            |
|  |                               |                               |                               |                               |   | Manchester United | 0                | 0                | 0                |                  |  |                |                         |                         |                         |                         |           |   |            |            |
|  |                               | Barcelona                     | 1                             | 3                             | 4 |                   |                  |                  |                  |                  |  |                |                         |                         |                         |                         |           |   |            |            |
|  | Lyon                          | Barcelona                     | 1                             | 3                             | 4 | 0                 | 1                | 1                |                  |                  |  |                |                         |                         |                         |                         |           |   |            |            |
|  | Lyon                          |                               |                               |                               |   | 0                 | 1                | 1                |                  |                  |  |                |                         |                         |                         |                         |           |   |            |            |
|  | Barcelona                     | 0                             | 5                             | 5                             |   |                   |                  |                  |                  |                  |  |                |                         |                         |                         |                         |           |   |            |            |
|  | Barcelona                     | 0                             | 5                             | 5                             |   |                   |                  |                  |                  |                  |  | Barcelona      | 3                       | 0                       | 3                       |                         |           |   |            |            |
|  |                               |                               |                               |                               |   |                   |                  |                  |                  |                  |  | Barcelona      | 3                       | 0                       | 3                       |                         |           |   |            |            |
|  |                               | Liverpool                     | 0                             | 4                             | 4 |                   |                  |                  |                  |                  |  |                |                         |                         |                         |                         |           |   |            |            |
|  | Liverpool                     | Liverpool                     | 0                             | 4                             | 4 | 0                 | 3                | 3                |                  |                  |  |                |                         |                         |                         |                         |           |   |            |            |
|  | Liverpool                     |                               |                               |                               |   | 0                 | 3                | 3                |                  |                  |  |                |                         |                         |                         |                         |           |   |            |            |
|  | Bayern de Munique             | 0                             | 1                             | 1                             |   |                   |                  |                  |                  |                  |  |                |                         |                         |                         |                         |           |   |            |            |
|  | Bayern de Munique             | 0                             | 1                             | 1                             |   | Liverpool         | 2                | 4                | 6                |                  |  |                |                         |                         |                         |                         |           |   |            |            |
|  |                               |                               |                               |                               |   | Liverpool         | 2                | 4                | 6                |                  |  |                |                         |                         |                         |                         |           |   |            |            |
|  |                               | Porto                         | 0                             | 1                             | 1 |                   |                  |                  |                  |                  |  |                |                         |                         |                         |                         |           |   |            |            |
|  | Roma                          | Porto                         | 0                             | 1                             | 1 | 2                 | 1                | 3                |                  |                  |  |                |                         |                         |                         |                         |           |   |            |            |
|  | Roma                          |                               |                               |                               |   | 2                 | 1                | 3                |                  |                  |  |                |                         |                         |                         |                         |           |   |            |            |
|  | Porto                         | 1                             | 3                             | 4                             |   |                   |                  |                  |                  |                  |  |                |                         |                         |                         |                         |           |   |            |            |

O esquema acima é usado somente para uma visualização melhor dos confrontos. Todos os confrontos desta fase são sorteados e não seguem a ordem mostrada.

### Oitavas de final
O sorteio das oitavas de final foi realizado em 17 de dezembro de 2018 na sede da UEFA em Nyon na Suíça.
As partidas de ida foram disputadas em 12, 13, 19 e 20 de fevereiro e as partidas de volta em 5, 6, 12 e 13 de março de 2019.
| Equipe 1           | Total    | Equipe 2            | 1.º jogo | 2.º jogo  |
| ------------------ | -------- | ------------------- | -------- | --------- |
| Schalke 04         | 2–10     | Manchester City     | 2–3      | 0–7       |
| Atlético de Madrid | 2–3      | Juventus            | 2–0      | 0–3       |
| Manchester United  | 3–3 (gf) | Paris Saint-Germain | 0–2      | 3–1       |
| Tottenham          | 4–0      | Borussia Dortmund   | 3–0      | 1–0       |
| Lyon               | 1–5      | Barcelona           | 0–0      | 1–5       |
| Roma               | 3–4      | Porto               | 2–1      | 1–3 (pro) |
| Ajax               | 5–3      | Real Madrid         | 1–2      | 4–1       |
| Liverpool          | 3–1      | Bayern de Munique   | 0–0      | 3–1       |

### Quartas de final
O sorteio das quartas de final foi realizado em 15 de março de 2019 às 13:00 (UTC+1) na sede da UEFA em Nyon na Suíça. Também nesse sorteio foi definido os confrontos das semifinais e o time "mandante" da final para fins administrativos.
As partidas de ida foram disputadas em 9 e 10 de abril e as partidas de volta em 16 e 17 de abril de 2019.
| Equipe 1          | Total    | Equipe 2        | 1.º jogo | 2.º jogo |
| ----------------- | -------- | --------------- | -------- | -------- |
| Ajax              | 3–2      | Juventus        | 1–1      | 2–1      |
| Liverpool         | 6–1      | Porto           | 2–0      | 4–1      |
| Tottenham         | 4–4 (gf) | Manchester City | 1–0      | 3–4      |
| Manchester United | 0–4      | Barcelona       | 0–1      | 0–3      |

### Semifinais
O sorteio das semifinais foi realizado em 15 de março de 2019 (após o sorteio das quartas de final) na sede da UEFA em Nyon na Suíça.
As partidas de ida serão disputadas em 30 de abril e 1 de maio e as partidas de volta em 7 e 8 de maio de 2019.
| Equipe 1  | Total    | Equipe 2  | 1.º jogo | 2.º jogo |
| --------- | -------- | --------- | -------- | -------- |
| Tottenham | 3–3 (gf) | Ajax      | 0–1      | 3–2      |
| Barcelona | 3–4      | Liverpool | 3–0      | 0–4      |

### Final
A final foi disputada em 1 de junho de 2019, no Estádio Wanda Metropolitano em Madrid, Espanha.
| 1 de junho de 2019 | Tottenham | 0 – 2     | Liverpool                  | Estádio Wanda Metropolitano, Madrid        |
| 21:00 (UTC+2)      |           | Relatório | Salah 2' (pen) · Origi 87' | Público: 63 272 Árbitro: SVN Damir Skomina |

## Premiação
| Liga dos Campeões da UEFA de 2018–19 |
| Inglaterra                           |
| ------------------------------------ |
| Liverpool Campeão (6.º título)       |

## Estatísticas
Gols e assistências contabilizados a partir da fase de grupos, excluindo as fases de qualificação.
 Atualizado até 1 de junho de 2019
| Pos. | Jogador            | Time                | Gols | Tempo jogando |
| ---- | ------------------ | ------------------- | ---- | ------------- |
| 1    | Lionel Messi       | Barcelona           | 12   | 837           |
| 2    | Robert Lewandowski | Bayern de Munique   | 8    | 714'          |
| 3    | Sergio Aguero      | Manchester City     | 6    | 510'          |
| 3    | Cristiano Ronaldo  | Juventus            | 6    | 749'          |
| 3    | Moussa Marega      | Porto               | 6    | 840'          |
| 3    | Dušan Tadić        | Ajax                | 6    | 1080'         |
| 4'   | Andrej Kramarić    | Hoffenheim          | 5    | 481'          |
| 4'   | Paulo Dybala       | Juventus            | 5    | 518'          |
| 4'   | Neymar             | Paris Saint-Germain | 5    | 532'          |
| 4'   | Edin Džeko         | Roma                | 5    | 570'          |
| 4'   | Lucas Moura        | Tottenham           | 5    | 725'          |
| 4'   | Harry Kane         | Tottenham           | 5    | 778'          |
| 4'   | Raheem Sterling    | Manchester City     | 5    | 871'          |
| 4'   | Mohamed Salah      | Liverpool           | 5    | 1058'         |

| Pos. | Jogador                | Equipe              | Assist. | Tempo jogando |
| ---- | ---------------------- | ------------------- | ------- | ------------- |
| 1    | Leroy Sané             | Manchester City     | 5       | 395           |
| 1    | Luis Suárez'           | Barcelona           | 5       | 900'          |
| 1    | Jordi Alba             | Barcelona           | 5       | 990'          |
| 1    | Dušan Tadić            | Ajax                | 5       | 1080'         |
| 5    | De Bruyne              | Manchester City     | 4       | 247'          |
| 5    | Riyad Mahrez           | Manchester City     | 4       | 388'          |
| 5    | Carlos Soler           | Valencia            | 4       | 390'          |
| 5    | Edin Džeko             | Roma                | 4       | 570'          |
| 5    | Kylian Mbappé          | Paris Saint-Germain | 4       | 701'          |
| 5    | Trent Alexander-Arnold | Liverpool           | 4       | 921'          |

### Hat-tricks
Um hat-trick é quando um jogador faz três gols em uma única partida.
| Jogador           | Para            | Contra             | Resultado | Data                   | Ref.   |
| ----------------- | --------------- | ------------------ | --------- | ---------------------- | ------ |
| Lionel Messi      | Barcelona       | PSV Eindhoven      | 4–0       | 18 de setembro de 2018 | [ 21 ] |
| Paulo Dybala      | Juventus        | Young Boys         | 3–0       | 2 de outubro de 2018   | [ 22 ] |
| Edin Džeko        | Roma            | Viktoria Plzeň     | 5–0       | 2 de outubro de 2018   | [ 23 ] |
| Gabriel Jesus     | Manchester City | Shakhtar Donetsk   | 6–0       | 7 de novembro de 2018  | [ 24 ] |
| Cristiano Ronaldo | Juventus        | Atlético de Madrid | 3–0       | 12 de março de 2019    | [ 25 ] |
| Lucas Moura       | Tottenham       | Ajax               | 3–2       | 8 de maio de 2019      | [ 26 ] |